# Pyinmana
Pyinmana (población: 100.000 [cálculos de 2006]) es la capital de Birmania desde noviembre de 2005. La junta militar que gobierna el país decidió trasladar la capitalidad desde Rangún a un centro administrativo tres km al oeste de la ciudad de Pyinmana, unos 320 kilómetros al norte de Rangún.
No se conocen los motivos exactos del traslado, que podría deberse a la situación céntrica de Pyinmana, mejor comunicada con el resto del país y alejada de la costa, por donde podría iniciarse una hipotética invasión estadounidense.

## Pyinmana como capital
Ubicada en el centro del país, la actual junta militar comenzó a trasladar los ministerios desde Rangún hacia Pyinmana el 7 de noviembre de 2005. El 11 de noviembre, a las 11 AM, un segundo convoy de 1100 camiones militares condujo 11 batallones y 11 ministerios del gobierno desde Rangún a Pyinmana.
Las razones para cambiar la capital a Pyinmana no son claras. El súbito cambio produjo un problema a muchos empleados gubernamentales.
Sin embargo, se han hecho muchas conjeturas respecto al porqué del cambio. Pyinmana tiene una mejor situación estratégica que Rangún, al estar más lejos de la costa. Esto se considera mejor, en caso de que Birmania recibiera un ataque similar a la invasión estadounidense de Irak, un temor expresado en el gobierno por el general Than Shwe. Pyinmana se encuentra estratégicamente cerca de los estados de Shan, Chin y Karen, y la presencia del gobierno y el ejército cerca de la zona podría favorecer la estabilidad de estas regiones, que de tiempo en tiempo se vuelven turbulentas. Hay quien cree que el gobierno militar decidió el cambio debido a una paranoia creada por el vasto número de habitantes pobres y étnicamente diversos residentes en Rangún y otras ciudades costeras. Incluso hay quien ha sugerido que el cambio se debe a las instrucciones del astrólogo personal de Than Shwe.